# Private (film)
(Frase pronunciata da Mohammad e simbolo del film)
Private è un film drammatico del 2004 diretto da Saverio Costanzo, al suo primo lungometraggio.
Il film è stato proposto come candidato italiano agli Oscar come miglior film straniero, ma la candidatura è stata in seguito rifiutata dall'Academy of Motion Picture Arts and Sciences perché il film non è recitato in lingua italiana.

## Trama
L'azione si svolge in Palestina. Mohammad B. è un professore di letteratura inglese, che vive con la moglie Samiah e i cinque figli (Mariam di 17 anni, Yusef di 14, Jamal di 13, Nada di 8 e Karim di 6) in una casa isolata a metà strada tra un villaggio palestinese e un insediamento israeliano. La particolare ubicazione della casa la rende un obiettivo strategico dell'esercito israeliano, che la occupa con un gruppo di soldati.
Mohammad, fautore della nonviolenza, decide di non lasciare la casa, convinto della possibilità di convivenza con gli occupanti. L'appartamento viene diviso in tre zone: il piano terra è riservato alla famiglia durante il giorno, il primo piano nelle ore notturne mentre il secondo piano resta di esclusiva pertinenza dei soldati. La situazione provoca tensioni non solo tra i B. e i militari, ma anche tra gli stessi membri della famiglia.

## Distribuzione
Il film è stato distribuito nelle sale cinematografiche italiane a partire dal 14 gennaio 2005, da parte del passato Istituto Luce.

## Accoglienza

### Incassi
Al botteghino in Italia Private ha guadagnato 328 mila euro.

## Riconoscimenti
- 2005 - David di Donatello
  - Miglior regista esordiente
- 2005 - Nastro d'argento
  - Miglior regista esordiente
- 2005 - Ciak d'oro
  - Migliore opera prima[5] 2004 - Locarno Film Festival
  - Pardo d'oro
- 2004 - Seminci di Valladolid
  - Espiga de plata